# 아름다운 별
《아름다운 별》(일본어: 美しい星)은 2017년에 개봉한 일본의 SF 영화이다.

## 출연진
- 릴리 프랭키 - 오스기 주이치로 역
- 카메나시 카즈야 - 오스기 카즈오 역
- 하시모토 아이 - 오스기 아키코 역
- 나카지마 토모코 - 오스기 이요코 역
- 사사키 쿠라노스케
- 하바 유이치
- 이타바시 슌야